# 2022年奥斯陆枪击案
2022年6月25日，挪威奥斯陆三个地点发生群体枪击案，造成2人死亡、21人受伤。警方认为枪击案的目标是奥斯陆骄傲，这是由挪威挪威性与性别多样性组织奥斯陆分部主办的当地LGBT骄傲活动。警方逮捕了一名来自伊朗的移民男子，他被指控犯有谋杀、谋杀未遂和恐怖主义罪。警方目前正在将枪击事件作为伊斯兰恐怖主义行为进行调查。

## 枪击
枪击案发生在与奥斯陆骄傲游行有关的地点，这是挪威性与性别多样性组织奥斯陆分部主办的当地LGBT骄傲活动，事件发生在计划中的奥斯陆骄傲大游行的前一天晚上。第一起枪击事件发生在伦敦酒吧（London Pub），这是一家受欢迎的同性恋酒吧和夜总会。据一名目击者称，肇事者在开始射击时喊出了“真主至大！”。随后，肇事者转移到附近的另外两个地点，包括Herr Nilsen爵士俱乐部和一家外卖店。枪击案造成2人死亡，另有21人受伤，其中10人受重伤，其他11人受轻伤。警方于当地时间凌晨1点15分接到报警，并在几分钟后到达。袭击发生后5分钟，嫌犯被拘留。袭击期间，有80至100人躲在酒吧的地下室里，伤者躺在酒吧内外，警方将现场描述为“混乱”。

## 嫌疑犯
42岁的挪威籍伊朗人扎尼亚尔·马塔普尔（挪威語：Zaniar Matapour）被认定为嫌疑人，他被指控犯有谋杀、谋杀未遂和恐怖主义罪。
在6月25日的新闻发布会上，警方表示，他们认为这次袭击是针对奥斯陆骄傲，其动机可能是反LGBT情绪。警方后来证实，他们从2015年起就知道这个嫌疑人，认为他已被激化成了伊斯兰极端主义分子。
据一名挪威检察官称，马塔普尔有广泛的毒品罪和伤害罪的犯罪背景，但在枪击案前只获得了“轻微的定罪”。他的母亲说，他以前曾被诊断为偏执型精神分裂症。
马塔普尔的律师约翰·克里斯蒂安·埃尔登（John Christian Elden）表示，他们已经暂停了审讯，因为他担心警方在操纵审讯过程。埃尔登告诉《Aftenposten》，马塔普尔担心警方会调换录音带，并要求一切必须被写下来。
据挪威廣播公司（NRK）报道，马塔普尔一直在与阿尔凡·巴提接触，他是一个有多次暴力犯罪记录的伊斯兰极端分子。6月14日，巴提在脸书上发布了一面燃烧的彩虹旗，并配上了呼吁杀死同性恋者的标题。巴提是Profetens Ummah的领导人物，该组织曾为伊斯兰国（ISIS）招募人员。

## 后续

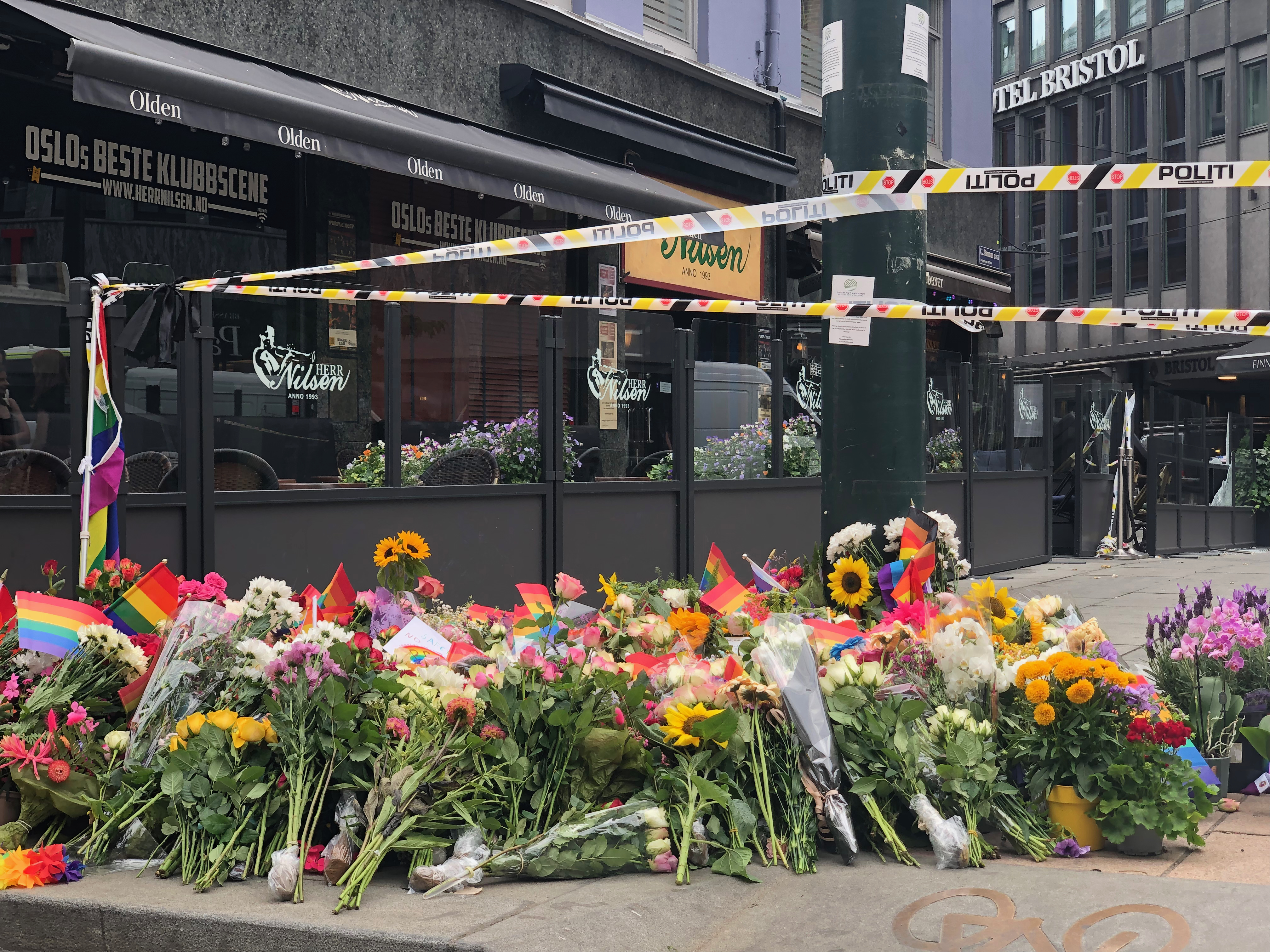
民众在枪击案发生地伦敦酒吧献上的彩虹旗和鲜花

枪击案发生后，在警方向组织者提出“明确的意见和建议”后，原定在奥斯陆举行的LGBT骄傲游行和相关活动被取消。他们还建议人们以较小的团体来庆祝LGBT骄傲。尽管有相关警告，几千人仍然参加了由武装警察带头的临时游行，并在伦敦酒吧献上了彩虹旗和鲜花。
奥斯陆大学医院报告说，袭击发生后，该医院已进入红色警报状态。10人因重伤接受治疗。
挪威警察局局长玛丽·贝内迪克特·比恩兰宣布在全国范围内临时武装警察。挪威进入了最高的恐怖警报级别，尽管挪威警察保安局称“没有迹象表明”进一步的袭击可能发生。